# Lenzen (Karwitz)
Lenzen ist ein Ortsteil der Gemeinde Karwitz in der Samtgemeinde Elbtalaue im Landkreis Lüchow-Dannenberg in Niedersachsen.

## Geographie
Der Ort grenzt nordwestlich an Karwitz dem Sitz der Gemeinde liegt nördlich der Bundesstraße 191.

## Geschichte
Für das Jahr 1848 wird angegeben, dass Lenzen 22 Wohngebäude hatte, in denen 92 Einwohner lebten. Zu der Zeit war der Ort nach Hitzacker eingepfarrt, verfügte aber über eine eigene Kirche. In Lenzen befand sich eine Schule.
Am 1. Dezember 1910 hatte Lenzen im Kreis Dannenberg 105 Einwohner. Am 1. Juli 1972 wurde Lenzen in die Gemeinde Karwitz eingemeindet.